# Fordia rheophytica
Fordia rheophytica là một loài thực vật có hoa trong họ Đậu. Loài này được (Buijsen) Dasuki & Schot miêu tả khoa học đầu tiên.